# Aeroporto Leopoldo Eleuteri
L'aeroporto Leopoldo Eleuteri è stato un'aerostazione e idroscalo, ad uso prevalentemente militare, di Castiglione del Lago, in Umbria, attivo sulle sponde del lago Trasimeno.
Fu inaugurato come base per idrovolanti nel 1914, venendo poi ampliato con l'aggiunta di un campo aereo terrestre nel 1918. Dedicato alla memoria dell'Asso dell'aviazione Leopoldo Eleuteri, il campo, seppur privo di pista asfaltata, ospitò la Scuola Caccia della Regia Aeronautica a partire dal 1931 e fino all'armistizio di Cassibile del 1943 e fu anche utilizzato dalla SAI Ambrosini di Passignano sul Trasimeno per collaudare i propri prodotti fino ai primi anni 1960.
Il campo ospita diversi itinerari ciclabili e da escursione e viene utilizzato anche per ospitare eventi, tra cui la manifestazione Coloriamo i cieli e Meeting di primavera, raduno internazionale di aviazione da diporto e sportiva. All'interno del perimetro dell'aeroporto dismesso hanno sede: l'aviosuperficie di Castiglione del Lago (codice ICAO: PG19), il Centro recupero animali selvatici (CRAS), gestito dalla delegazione umbra della Lega Italiana Protezione Uccelli (LIPU), e l'acquario del Trasimeno.

## Storia
Una prima attività aeronautica sul lago Trasimeno si ebbe su iniziativa del tenente Anselmo Cesaroni che, grazie al personale interessamento del deputato Romeo Gallenga Stuart, inaugurò una base per idrovolanti nella baia di San Feliciano il 6 marzo 1914. Il campo terrestre fu invece inaugurato il 24 settembre 1918 e il primo comandante fu il maggiore Djalma Juretigh. Negli anni successivi partirono i lavori di potenziamento per trasferirvi la Scuola Caccia della Regia Aeronautica, costituita a Furbara nel 1927 in una zona con forte presenza della malaria, e nel frattempo il campo fu intitolato alla memoria del capitano Leopoldo Eleuteri, Asso dell'aviazione morto in un incidente aereo proprio a Furbara nel 1926.
La scuola si trasferì a Castiglione nel dicembre 1931 e le operazioni totalizzarono 4700 ore di volo nel 1932 e 4800 nel 1933. La scuola comprendeva inizialmente due squadre, ossia la 1ª con sede a Castiglione e la 2ª con sede presso la base aerea di Aviano; nel 1933 incorporò anche la 5ª squadriglia idro di Taranto, poi sciolta nel 1935. Tra il 1934 e il 1936 la base della scuola, diventata Scuola di pilotaggio di 2° periodo, fu trasferita ad Aviano.
Nel 1938 sul campo vi fu dislocata la 29ª Squadriglia da osservazione aerea e parimenti la SAI Ambrosini avviò delle attività di collaudo sia dei propri apparecchi che dei Macchi M.C.200 e M.C.202 prodotti su licenza. Negli stessi anni fu avviato un ampliamento verso il lato nord, per portare a 1400 m² la superficie utilizzabile, ma quest'ultimo fu interrotto con l'occupazione tedesca seguita all'armistizio di Cassibile nel 1943. Il campo rimase utilizzato dalla SAI nel corso del secondo dopoguerra per il collaudo degli S.7 per l'addestramento ma fu abbandonato a partire dai primi anni '60.